# More Than a Song
More Than a Song was een Amerikaans-Britse muziekgroep bestaande uit drie musici uit het folkcircuit. De Nederlander Ad Vanderveen, de Brit Iain Matthews en de Amerikaanse Eliza Gilkyson zongen gezamenlijk twee muziekalbums vol. Matthews zat toen nog in zijn Amerikaanse periode. Vanderveen en Matthews zongen al eerder samen en maakten later ook nog een album onder de titel The Iain Adventure.

## Discografie
- 2001: More Than a Song
- 2002: Witness